# Pollo parmesano
El pollo parmesano, o pollo a la parmesana (italiano: pollo alla parmigiana), es un plato que consiste en pechuga de pollo empanada cubierta con salsa de tomate y queso mozzarella, parmesano o provolone. A veces se agrega una loncha de jamón o tocino. También se le conoce coloquialmente en los Estados Unidos como pollo parm y en Australia como parma, parmi o parmy.
El plato se originó en la diáspora italiana del siglo XX. Se ha especulado que el plato se basa en una combinación de la italiana parmigiana di melanzane, un plato que utiliza rodajas de berenjena empanadas en lugar de pollo, con una cotoletta, una chuleta de ternera empanada que generalmente se sirve sin salsa ni queso en Italia.
Sin embargo, ya aparece una receta de pollo a la parmesana en el libro Enciclopedia del hogar de la Tía Pepa publicado en 1899 en Santiago de Chile.
El pollo parmesano se incluye como base de varias comidas diferentes, incluidos sándwiches y pasteles, y la comida se utiliza como tema de concursos de comidas en algunos restaurantes.

## Popularidad

### Norteamérica
El plato se originó en el noreste de Estados Unidos a partir de inmigrantes italianos y se convirtió en un alimento básico popular en los restaurantes que sirven cocina italoestadounidense en la década de 1950. Las versiones caseras también crecieron en popularidad. En la edición de 1953 del New York Herald Tribune se publicó una receta que usaba empanadas o filetes de pollo frito congelado junto con otros alimentos preprocesados para hacer una versión del plato en casa. En 1962 se publicó una receta de pollo a la parmesana en The New York Times.
En los Estados Unidos y Canadá, el pollo parmesano a menudo se sirve como plato principal y, a veces, con una guarnición o encima de la pasta. Muchos restaurantes también ofrecen sándwiches de pollo a la parmesana. Al llegar a Estados Unidos, los inmigrantes italianos comenzaron a aprovechar el mercado de carne asequible de Estados Unidos, incorporando pollo parmigiano.

### Australia

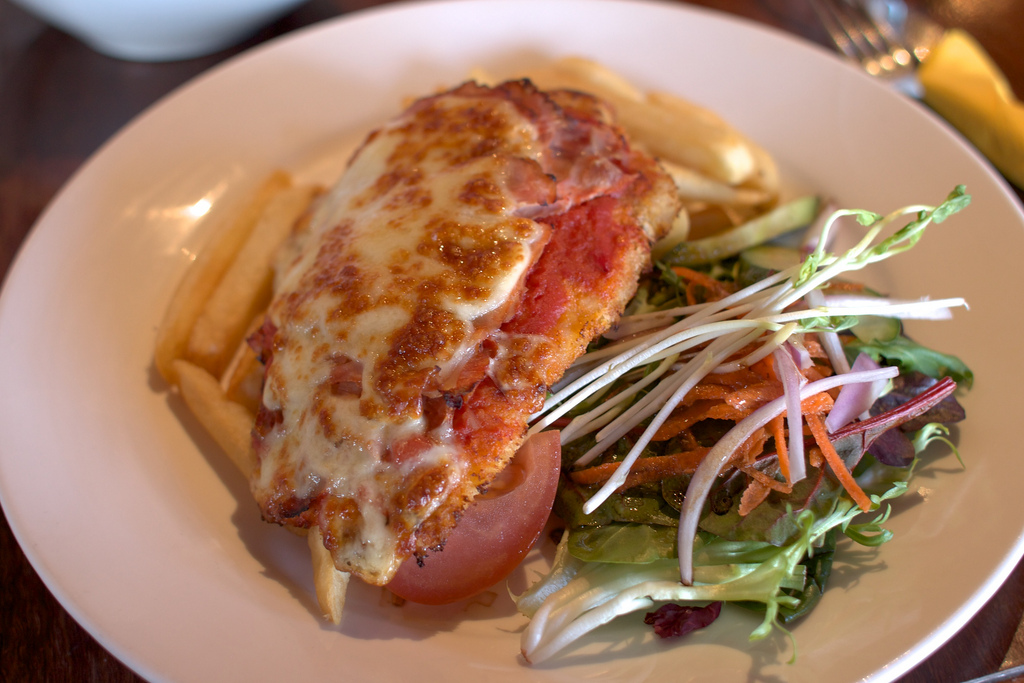
Pollo parmesano con patatas fritas y ensalada, una porción común en Australia

El pollo parmesano se conocía en Australia en la década de 1950. Se ofreció en restaurantes en Adelaida ya en 1953. Se sirve regularmente como comida principal en toda Australia, donde se considera un alimento básico de pub. En una entrevista de 2019 que se transmitió en ABC Radio Hobart, el historiador de alimentos Jan O'Connell cree que el pollo parmesano no se convirtió en un alimento básico de los pubs hasta la década de 1980; antes de esa fecha se servía principalmente en restaurantes.
El pollo parmesano se sirve típicamente en Australia con una guarnición de patatas fritas y ensalada, aunque existe cierta controversia sobre si deben servirse debajo o junto al pollo. Su popularidad ha llevado a la apertura de un restaurante especializado en pollo parmesano en Melbourne, y el pollo parmesano es objeto de revisiones en sitios web dedicados que comparan el platillo comprado en varios pubs dentro de una región. El nombre coloquial del plato varía según las regiones, siendo 'parmy', 'parmi' y 'parma' las variaciones más populares.

## Platos similares

### Italia

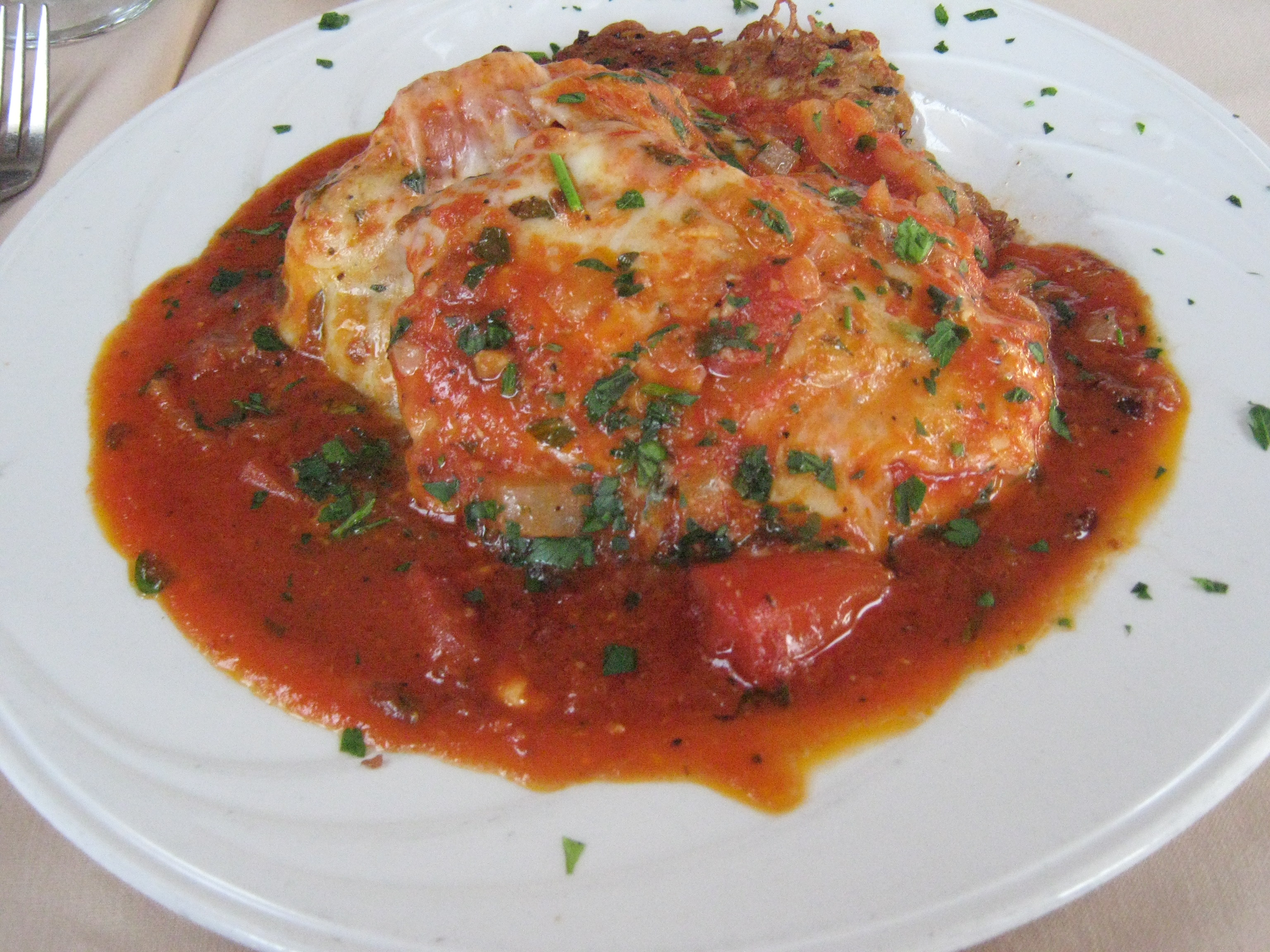
Pizzaiola de pollo en Venecia, Italia

Aparte de la parmigiana di melanzane, un plato que utiliza rodajas de berenjena empanadas en lugar de pollo, hay otros platos similares en Italia que utilizan carne.
La carne pizzaiola es un plato derivado de la tradición napolitana que presenta carne cubierta con queso y, a menudo, se cocina con tomates, aceite de oliva, ajo y vino blanco. La carne de res se usa con mayor frecuencia, pero también se puede preparar con pollo y cerdo.
Un plato similar que utiliza ternera se conoce en italiano como cotoletta alla Bolognese, que excluye la salsa de tomate pero incluye queso parmesano derretido y prosciutto. La Costolette Parmigiana es otro plato de ternera similar, pero en Italia generalmente se sirve sin salsa ni queso.

### Reino Unido
En Inglaterra, el parmo es un plato originario de Middlesbrough que normalmente consiste en pollo o cerdo empanado frito cubierto con una salsa bechamel blanca y queso en lugar de salsa de tomate. El parmo se originó como escalope parmesano, un derivado del pollo parmesano.

### Argentina
En Argentina, una variación de la milanesa a la napolitana se hace con pollo en lugar de la carne de res habitual, similar al pollo parmagiana. A veces se cubre con jamón, tocino o un huevo frito y generalmente se sirve con papas fritas. Si el plato está cubierto con un huevo frito, se le conoce como Milanesa a caballo, pero omite la salsa de tomate.